# GetBackers
GetBackers (ゲットバッカーズ -奪還屋, Getto Bakkāzu - Dakkan'ya, conegut també com Get Backers) és un manga escrit per Yuya Aoki i il·lustrat per Rando Ayamine, publicat en la revista Shonen Magazine de l'editora Kodansha. El manga relata les aventures de dos xics de l'agència "GetBackers" que s'encarreguen de recuperar objectes perduts a canvi d'una recompensa.
Fou adaptat a l'anime per Studio DEEN en associació amb Kodansha i emès en el senyal de TBS. Fou llicenciada per a la seua emissió a llatinoamèrica i a l'estat espanyol. Va tenir 49 episodis d'uns 25 minuts cadascun emesos originalment al Japó entre octubre de 2002 i setembre de 2003.

A Catalunya l'anime va arribar doblat al català de la mà del K3 el 21 d'octubre de 2007.

## Argument
Ginji Amano i Ban Midō, formen un Servei de Recuperació denominat "Get BackerS", amb el qual ofereixen als seus clients la recuperació de qualsevol objecte que aquests hagen perdut a canvi d'elevats honoraris.
Tot i que semblen ser xics comuns i corrents, ambdós tenen un passat violent que desitgen oblidar, i posseeixen habilitats físiques superhumanes. Gràcies a les seues habilitats, quasi sempre compleixen amb la seua missió, no obstant això, la dolenta sort amb els diners que els persegueix farà que, generalment, no reben compensació econòmica pel seu treball, i per això quasi sempre se'ls trobarà demanant menjar gratis en el restaurant Honky Tonk del seu "amic" Paul Wan. Allí és on es dirigeixen els clients dels Get Backers per a contractar-los.

## Doblatge
| Personatge      | Seiyū ·            | Actors de doblatge · |
| --------------- | ------------------ | -------------------- |
| Ban Mido        | Nobutsoshi Canna   | Eduard Itchart       |
| Ginji Amano     | Showtaro Morikubo  | Hernan Fernández     |
| Paul Wang       | Yasunori Matsumoto | Josep Maria Mas      |
| Natsumi Mizuki  | Otoha              | Carme Calvell        |
| Himiko Kudo     | Natsuko Kuwatani   | Isabel Valls         |
| Akabane Kurodo  | Nobuo Tobita       | Manel Gimeno         |
| Hevn            | Rio Natsuki        | Marta Ullod          |
| Kazuki Fuchouin | Soichiro Hoshi     | Carles Lladó         |
| Jubei Kakei     | Takehito Koyasu    | Ramon Hernández      |
| Kagami Kyouji   | Sakurai Takahiro   | Álex de Porrata      |
| Sakura Kakei    | Yukiko Iwai        | Carme Calvell        |

- Estudi de doblatge: AUDIOCLIP S. A., Barcelona el 2002